# Halysidota instabilis
Halysidota instabilis là một loài bướm đêm thuộc phân họ Arctiinae, họ Erebidae.